# Зрно утехе
Зрно утехе (енгл. Quantum of Solace) је шпијунски филм из 2008. године и двадесет други у серији Џејмс Бонд британског продуцента Eon Productions-а. Редитеља Марка Фостера и писаца Пола Хагиса, Нила Первиса и Роберта Вејда, директан је наставак филма Казино Ројал и други је филм у ком глуми Данијел Крејг као измишљени агент MI6-а, Џејмс Бонд. У филму такође глуме Олга Куриленко, Матје Амалрик, Џема Артертон, Џефри Рајт и Џуди Денч. У филму, Бонд тражи освету због смрти своје љубавнице, Веспер Линд, а помаже му Камил Монтес, која планира освету због убиства сопствене породице. Траг их на крају одводи до богатог бизнисмена Доминика Грина, члана организације Квантум, која намерава да организује државни удар у Боливији како би преузела контролу над њиховим водоснабдевањем.
Продуцент Мајкл Вилсон развио је филмску радњу још док је трајало снимање претходног филма у серији, а Первис, Вејд и Хагис су допринели сценарију. Иако су Крејг и Форстер написали неке делове самостално током штрајка сценариста, нису били потписани на крајњем издању. Наслов филма је изабран из кратке приче Само за твоје очи из 1959. Ијана Флеминга, иако филм не садржи никакве елементе те приче. Филм је сниман у Мексику, Панами, Чилеу, Италији, Аустрији и Велсу, док су сцене ентеријера направљене и снимљене у Pinewood Studios-у. Форстер је имао за циљ да направи модеран филм који је такође имао класичне биоскопске мотиве; авион Douglas DC-3 коришћен је за снимање сцене летења и сценографије Дениса Гаснера подсећају на рад Кена Адама на неколико ранијих филмова о Бонду. Одмакнувши се од уобичајених Бондових зликоваца, Форстер је одбацио било какву гротескну појаву лика Доминика Грина, како би ставио нагласак на скривену и тајну природу савремених филмских негативаца. Филм су такође обележили његови чести прикази насиља, док је студија спроведена 2012. године на Универзитету Отаго са Новог Зеланда прогласила филм најнасилнијим у серији. Док је Доктор Но укључивао 109 „тривијалних или тешко насилних” сцена, Зрно утехе имао је број од 250—највише приказа насиља у било којем филму Бонд—што је још изразитије јер је ово уједно и најкраћи филм у франшизи.
Премијера филма била је 29. октобра 2008. године на Одеон Лестер скверу, добивши углавном помешане критике, док су неки хвалили Крејгову глуму, мрачнији и реалистичнији тон филма и акционе сцене, сматрали су филм мање импресивним у односу на свог претходника Казино Ројал. Филм је издат 6. новембра 2008. године у Србији, дистрибутера Tuck Vision-а. Од септембра 2016. године, четврти је филм Џејмс Бонд са највећом зарадом, без прилагођавања инфлацији, зарадивши 589 милиона долара широм света, и постао је седми филм са највећом зарадом 2008. Филм прати Скајфол (2012).

## Радња
Пратећи догађаје из претходног филма, Казино Ројал, Џејмс Бонд се вози од језера Гарда до Сијене, са заробљеним г. Вајтом у пртљажнику свог Aston Martin DBS V12-а. Након што је избегао прогонитеље, Бонд испоручује Вајта М, која га испитује у вези мистериозне организације, Квантум. Када Вајт одговори да су њихови оперативци свуда, М-ин телохранитељ, Крејг Мичел, одједном пуца у једног од стражара и напада М. Бонд јури Мичела и на крају га убија; Вајт бежи у забуни. Након повратка у Лондон и претраживања Мичеловог стана, Бонд и М откривају да је Мичел имао контакт на Хаитију, Едмунда Слејта. Бонд сазнаје да је Слејт убица послат да убије Камилу Монтес по налогу њеног љубавника, предузетника за заштиту животне средине, Доминика Грина, који помаже прогнаном боливијском генералу, Медрану, који је убио Камилину породицу, да сруши владу и постане нови председник, у замену за наизглед неплодан комад пустиње.
Након што је спасио Камилу од Медрана, Бонд прати Грина на наступ Тоске у Брегенцу. У међувремену, шеф јужноамеричког одељења Ције, Грег Вим, заједно са агентом Феликсом Лајтером, склопили су споразум о немешању са Грином за приступ наводним залихама боливијске нафте, за који Ција верује да је разлог Гриновог интереса за земљу. Бонд се инфилтрира на састанак Квантума у опери, идентификујући чланове Квантумовог извршног одбора и долази до пуцњаве. Телохранитеља Посебног огранка који ради за члана Квантума, Гаја Хајнса, саветника британског премијера, убио је један од Гринових људи након што га је Бонд бацио са крова. Под претпоставком да га је Бонд убио, М му је одузела пасоше и кредитне картице. Бонд одлази у Таламоне и убеђује свог старог савезника Ренеа Матиса (чија је невиност потврђена након догађаја у филму Казино Ројал) да иде с њим у Боливију. Дочекује их Филдс, запосленица у конзулату, која захтева да се Бонд одмах врати у УК. Бонд је заводи и они одлазе на журку прикупљања средстава коју Грин одржава те ноћи. На забави, Бонд поново спашава Камилу од Грина и они одлазе. Боливијска полиција зауставила је Бонда и Камилу, али открива Матиса у несвести у пртљажнику аутомобила. Један од полицајаца упуца Матиса пре него што их Бонд убије. Матис умире у Бондовим рукама, позивајући га да опрости Веспер и себи.
Следећег дана, Бонд и Камила испитују ваздушну намеру Квантума о намери куповине земљишта; њихов авион су оштетили боливијски борбени авиони. Они преваре авионе да се сами униште, скоче падобраном у понорницу и открију да је, уместо да пронађе нафту, Квантум потајно обуздао снабдевање Боливије свежом водом како би створио монопол. У La Paz-у, Бонд се састаје са М и сазнаје да је Квантум убио Филдсову утапајући је у сировој нафти. Бонд се састаје са Лајтером, који му открива да ће се Грин и Медрано састати у хотелу La Perla de las Dunas, у пустињи Атакама како би финализовали њихов споразум, и упозоравају га да побегне по доласку Одељења за посебне активности Ције.
Бонд и Камила се инфилтрирају у хотел, где Грин уцењује Медрана да потпише уговор којим ће Медрано постати лидер Боливије у замену за земљишна права, чиме ће Грин постати једини снабдевач водом у Боливији по знатно вишим ценама. Бонд убија шефа полиције због издаје Матиса, а након што је убио сигурносне детаље, суочава се с Грином. У међувремену, Камила убија Медрана, освећујући се за убиство њене породице. Борба напушта објекат уништен ватром. Бонд хвата Грин и испитује га о Квантуму. Бонд га оставља на цедилу у пустињи са само лименком моторног уља. Бонд и Камила се љубе, а она му жели срећу у борби са његовим демонима.
Бонд путује у Казањ, где проналази бившег љубавника Веспер Линд, Јусефа Кабира, члана Квантума који заводи агенткиње вредним поклонима и индиректно је одговоран за њену смрт. Након што је спасао најновију Кабирину мету (Катић), Бонд дозвољава MI6-у да ухапси Кабира, неповређеног. Напољу, М каже Бонду да је Грин пронађен мртав усред пустиње, два пута погођен у врат и са нешто моторног уља пронађеним у његовом стомаку. М каже Бонду да јој треба назад; одговара да никада није отишао. Док се удаљава, Бонд спусти Весперовину огрлицу иза њега у снег.

## Улоге
| Глумац            | Улога                                                             |
| ----------------- | ----------------------------------------------------------------- |
| Данијел Крејг     | Џејмс Бонд                                                        |
| Олга Куриленко    | Камила Монтес                                                     |
| Матје Амалрик     | Доминик Грин                                                      |
| Ђанкарло Ђанини   | Рене Матис                                                        |
| Џема Артертон     | Стробери Филдс                                                    |
| Анатол Таубман    | Елвис                                                             |
| Јеспер Кристенсен | г. Вајт                                                           |
| Рори Кинир        | Бил Танер                                                         |
| Дејвид Харбор     | Грег Бим                                                          |
| Пол Ритер         | Гај Хејнс, специјални изасланик председника Владе и члан Квантума |
| Тим Пигот-Смит    | британски секретар                                                |
| Хоакин Косио      | генерал Медрано                                                   |
| Џефри Рајт        | Феликс Лајтер                                                     |
| Џуди Денч         | М                                                                 |
| Стана Катић       | Корин Вено                                                        |